# Гинсберг, Йосси
Йозеф «Йосси» Гинсберг (ивр. יוסי גינסברג‎) — израильский путешественник, писатель, предприниматель, благотворитель и оратор-мотиватор, проживающий в Австралии. Наиболее известен благодаря своей истории выживания в джунглях Амазонии в 1981 году. Гинсберг работает техническим предпринимателем и разработчиком мобильных приложений Headbox, предназначенных для интеграции всех социальных сетей в один канал, и Blinq, которое показывает обновления в социальных сетях в активном режиме.
История выживания Гинсберга легла в основу сюжета психологического триллера 2017 года «Джунгли» с Дэниэлем Рэдклиффом в главной роли. Также история Гинсберга показывалась в документальном сериале «Я не должен был выжить» на канале Discovery.

## Путешествие по Амазонке
После службы в ВМФ Израиля в 1981 году Гинсберг, вдохновлённый автобиографической книгой «Мотылёк» беглого каторжанина Анри Шарьера, решил найти автора произведения и попросить его благословения следовать его путём. Гинсберг трудился на нескольких работах, чтобы заработать денег на поездку в Южную Америку, где планировал исследовать необжитые амазонские джунгли. К тому моменту Шарьер умер, и Гинсберг отправился в Южную Америку, где автостопом доехал из Венесуэлы в Колумбию. Там он подружился с американским фотографом Кевином Гейлом и с ним добрался до Ла-Паса в Боливии. В Ла-Пасе представившийся геологом австриец Карл Рупрехтер согласился взять путешественников в экспедицию на поиски золота и индейской деревни Такана в боливийской Амазонии. К ним присоединился друг Кевина, швейцарский учитель Маркус Стэмм.
21-летний Йосси Гинсберг и двое его новых друзей с Рупрехтером долетели на самолёте до города Рурренабаке. Местные жители предупреждали об опасности предпринятого путешествия, но команда вошла в джунгли, плыла по реке Бени. Руководствуясь картой Рупрехтера, они останавливались в деревеньках, чтобы пополнить запасы продовольствия и медикаментов. Когда еда заканчивалась, они ели обезьян. Из-за отказа Стэмма употреблять в пищу примата, его физические силы оставляли его. Спустя несколько дней блуждания по джунглям, друзья поняли, что Рупрехтер соврал о золоте и индейской деревне, и является австрийским преступником, ищущим золото в своих корыстных целях. С этим пониманием в команде выросло напряжение, изменился маршрут. Гейл и Гинсберг решили построить плот и доплыть до Рурренабаке по реке Туичи, а затем по реке Бени. Однако, Рупрехтер не умел плавать и вместе со Стэммом решил подняться пешком вверх по реке, чтобы продолжить путь к деревне Такана. Все четверо обещали встретиться на Рождество в Ла-Пасе.
У водопада Гинсберг и Гейл потеряли управление над плотом и потеряли друг друга из виду. Гейл выбрался на берег, а Йосси унесло течением. Он четыре дня искал друга, но осознал, что потерялся. Гейла спасли местные рыбаки через 5 дней. Рупрехтера и Стэмма так и не удалось найти ни одной спасательной миссии.
Гинсберг три недели выживал в диких джунглях в полном одиночестве, без необходимых провианта и приспособлений. Его едва не съели дикие хищники, покусали крупные красные муравьи, Йосси дважды выбирался из болота, его самочувствие ухудшалось. На второй неделе начался потоп, в котором Гинсберг чуть не утонул. Пять последующих дней он ничего не ел, а ноги загноились от грибков. Иногда ему попадались ягоды, фрукты, птичьи яйца в гнёздах, и он подумывал убить обезьяну для пропитания. По словам Гинсберга, ему привиделась женщина, с которой он ночевал в тепле и старался её обезопасить. Неоднократно Гинсберг молил Бога о прекращении мук. Йосси вышел на звук мотора к реке, где встретил Гейла с коренными жителями, которые организовали поисковую бригаду с руководителем Абелардо «Тико» Туделой. Через три дня после начала поисковой операции, когда надежды не оставалось, они нашли заблудившегося, проведшего в джунглях 3 недели. После своего спасения Йосси лечился в больнице три месяца.

### Киноадаптация
В 2014 году Arclight Films объявила о своём намерении адаптировать роман Гинсберга «Джунгли: невероятная и подлинная история выживания». Фильм «Джунгли» вышел 17 октября 2017 года после шести недель съёмок с апреля по май 2016 года в Тобиа (Колумбия), Гуадуасе, и Хонда. 20-40 % вырученных денежных средств должны пойти в фонд Колумбийского кинематографа.
Дэниел Рэдклифф исполнил роль Йосси Гинсберга. Режиссёром выступил Грег Маклин, сценарий написан Джастином Монджо, финансирование в 9,2 миллиона долларов передало агентство Screen Australia.

## Карьера
Гинсберг три года служил в ВМС Израиля на Красном море. Тогда он подружился с бедуинами в Синайской пустыне и узнал больше об их кочевой культуре. Чтобы накопить денег на путешествие, он сменил несколько работ, в том числе строительные работы в Норвегии, рыбалку на Аляске, был грузчиком в Нью-Йорке.
Спустя 10 лет после своего печального путешествия по джунглям Амазонии он вернулся в Боливию на 4 недели. Гинсберг помог людям Такана-Кечуа — жителям деревни Сан-Хосе-де-Учупиамонс — через Межамериканский банк развития получить грант на $1,25 млн для строительства солнечных батарей в джунглях, и научил жителей ими пользоваться. Йосси прожил с местными жителями с 1992 по 1995 год и помог им построить эко-домики «Chalalan» в боливийском национальном парке Мадиди. Он также наладил контакты местных жителей с Международным обществом сохранения природы, — вашингтонской экологической группы, занимающейся экотуризмом, которая передала 4,5 млн акров земли вокруг Сан-Хосе в пользу Мадиди. Также Гинсберг защищал интеллектуальную собственность коренных народов этого региона. Он стал соучредителем EthnoBios — поисковой компании по биоразнообразию в бассейне Амазонки.
В 1995 году международный Центр исследования и лечения наркомании (CITA) нанял Гинсберга в качестве вице-президента по развитию. В этой роли Гинсберг создал 12 центров лечения и исследования опийной наркомании в разных частях света от Мексики до Китая. В 1999 году он оставил эту работу и перебрался в Австралию, чтобы открыть свой собственный лечебный центр «Alma Libre Foundation» для оказания помощи и реабилитации опиумных наркоманов. В разгар Интифады в 2001 году он организовал музыкальный фестиваль в Израиле для поддержки израильско-палестинского примирения.
В 2009 году Гинсберг вернулся в Израиль и основал дизайнерскую компанию «Collecteco» в Рамаллахе. В 2013 году он стал соучредителем стартапа «Headbox», предложившего приложение для интеграции социальных сетей и связи в один канал.
Гинсберг — соучредитель и генеральный директор в Blinq.com, базирующейся в Силиконовой долине. Дополнительная информация о людях получается из множества сетей, включая Facebook, Твиттер и LinkedIn.

## Публичность
Гинсберг написал свою первую книгу «Назад из Туичи» в 1993 году, которая стала популярной в Израиле, переведена на 15 языков. В 2008 году вышла его вторая книга «Законы джунглей: Ягуарам не нужны самоучители».
Он признан одним из 20 вдохновляющих людей в Твиттере в 2012 году. Неоднократно Гинсберг появлялся в документальных передачах, ток-шоу, мотивационных выступлениях. 22 апреля 2016 года он появился на обложке The Jerusalem Post.

## Личная жизнь и образование
Йосси Гинсберг родился и вырос в Тель-Авиве (Израиль). Его родители пережили Холокост. В 18-летнем возрасте Йосси отправился в армию ВМС Израиля, где прослужил 3 года.
После возвращения из Амазонии он окончил Тель-Авивский университет по направлению «Еврейская философия и деловое администрирование».
Трижды был женат. У него четверо детей: Миа, Хаям, Ниссим и Шалем. Они жили в Израиле, Австралии и США.

## Автобиографические произведения
- Ghinsberg, Y. Back From Tuichi: the Harrowing Life-and-Death Story of Survival In The Amazon Rainforest (англ.). — Random House. — ISBN 067942458X.
- Ghinsberg, Yossi. Laws of the jungle: jaguars don't need self-help books (англ.). — Boomerang New Media. — ISBN 0977171914.
- Ghinsberg, Yossi. Jungle: a harrowing true story of survival in the amazon (англ.). — W W Norton. — ISBN 1510718613.